# Giovanni Pradella
Giovanni Pradella (Sondrio, 18 settembre 1971) è un organaro italiano.
Apre l'attività nel 1993 ed oggi ha sede in Caiolo (SO).
Costruttore di nuovi organi a trasmissione meccanica e restauratore di strumenti antichi.

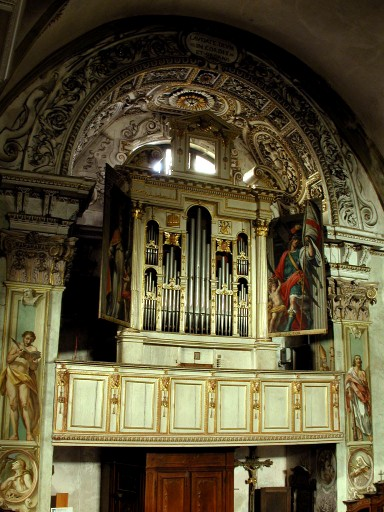
Peglio (CO), Organo Antegnati 1608-1627

È sua l'attribuzione dell'organo della chiesa parrocchiale di Peglio alla celebre famiglia degli Antegnati, strumento restaurato nel 2013.
Con il Centro di Ricerche Universitario Göteborg Organ Art Center di Göteborg (Svezia) ha studiato la gettata delle lastre per la fabbricazione delle canne su sabbia, secondo il metodo antico, realizzando poi nel suo laboratorio una fonderia per riprodurre tale sistema.
Su richiesta dell'organaro Gerald Woehl (Marburgo, Germania), ha collaborato e realizzato una copia del registro Tromboncini per il restauro dell'organo italiano ora installato nella Eastman School of Music di Rochester (USA).

## Pubblicazioni
Nel 2002 ha presentato una sua ricerca sull'organaro Carlo Prati "Aspetti tecnici nell'opera di Carlo Prati: tradizione ed evoluzione di un organo in simbiosi con diverse culture" nel contesto del convegno dell'Accademia di Smarano (TN) "Machina di Meraviglia et Artifizio - L'organo, bene Culturale europeo".
Nel 2007 con la collaborazione di Roberto Tognolatti ha firmato un approfondimento sull'attività di organaro di Pietro Ligari nel volume "Il Santuario della Madonna delle Grazie di Primolo".